# Lisban Quintero
Pour les articles homonymes, voir Quintero.
Quintero  Blandon est un nom espagnol. Le premier nom de famille, en général paternel, est Quintero ; le second, en général maternel, souvent omis, est Blandon.
Lisban Quintero Blandon (né le 28 mars 1982) est un coureur cycliste colombien.

## Repères biographiques
En mai 2010, il remporte une course de l'USA Cycling National Racing Calendar à Basking Ridge (New Jersey), le Base Camp International Criterium.
Le 1er juillet 2011, l'Agence américaine antidopage (l'USADA) annonce que le coureur Lisban Qintero a accepté une suspension de deux ans. Il avait été contrôlé positif à la suite du Wilmington Grand Prix. Le produit incriminé est le 19-norandrosterone.

## Palmarès
- 2006
  - 3e de la Harlem Skyscraper Classic
- 2007
  - 2e de la Harlem Skyscraper Classic
- 2008
  - 3ea étape du Tour de Hong Kong Shanghai
- 2009
  - 2e de la Harlem Skyscraper Classic
  - 2e de la Tobago Cycling Classic
- 2010
  - Base Camp International

## Classements mondiaux
| Année         | 2006 | 2007 | 2008 | 2009 |
| ------------- | ---- | ---- | ---- | ---- |
| UCI Asia Tour | 243e |      |      | 114e |